# Picco del fosforo

Il grafico mostra la produzione di fosforite tra il 1900 e il 2016, secondo i dati riportati dalla United States Geological Survey

Il picco del fosforo è un concetto che descrive il momento storico in cui l'umanità raggiunge il massimo rateo di produzione globale di fosforo, nella forma di materia prima d'interesse industriale e commerciale. Il termine viene utilizzato in maniera equivalente al più noto picco del petrolio. Il problema si è posto in seguito a un dibattito sull'eventualità che si potesse raggiungere o meno un "picco del fosforo" intorno all'anno 2010, ma è stato progressivamente accantonato quando l'USGS e altre agenzie hanno aumentato sempre di più le stime sulle probabili risorse di fosforo ancora a disposizione.
Il fosforo è una risorsa finita (limitata) distribuita in maniera diffusa nella crosta terrestre e negli organismi viventi, ma è scarsamente presente in forme concentrate, che al contrario non sono distribuite in maniera uniforme sulla Terra. L'unico processo produttivo conveniente conosciuto ad oggi è l'estrazione mineraria della fosforite, ma solo alcuni paesi hanno a disposizione delle riserve significative, tra cui i maggiori sono Marocco, Cina, Algeria e Siria. Le stime sui futuri ratei di produzione variano molto a seconda dei modelli adottati e delle ipotesi fatte sugli effettivi volumi di materiali estraibili, ma appare evidente che la produzione di fosforo nell'immediato futuro sarà inevitabilmente influenzata dall'attività del Marocco.
Le alternative all'estrazione mineraria per la produzione di fosforo sono poche, a causa del suo ciclo biogeochimico non gassoso. La fonte predominante di fosforo attualmente è costituita dalla fosforite. Secondo alcune ricerche, si stima che le risorse di fosforo della Terra commercialmente convenienti si esauriranno in 50–100 anni e che il picco del fosforo verrà raggiunto intorno al 2030. Altri invece sostengono che le risorse non si esauriranno prima di diverse centinaia di anni. Così come accade con la predizione del picco di petrolio, la questione non è ancora risolta, e ricercatori di campi differenti pubblicano continuamente stime diverse riguardo alle risorse di fosforite ancora disponibili.

## Panoramica

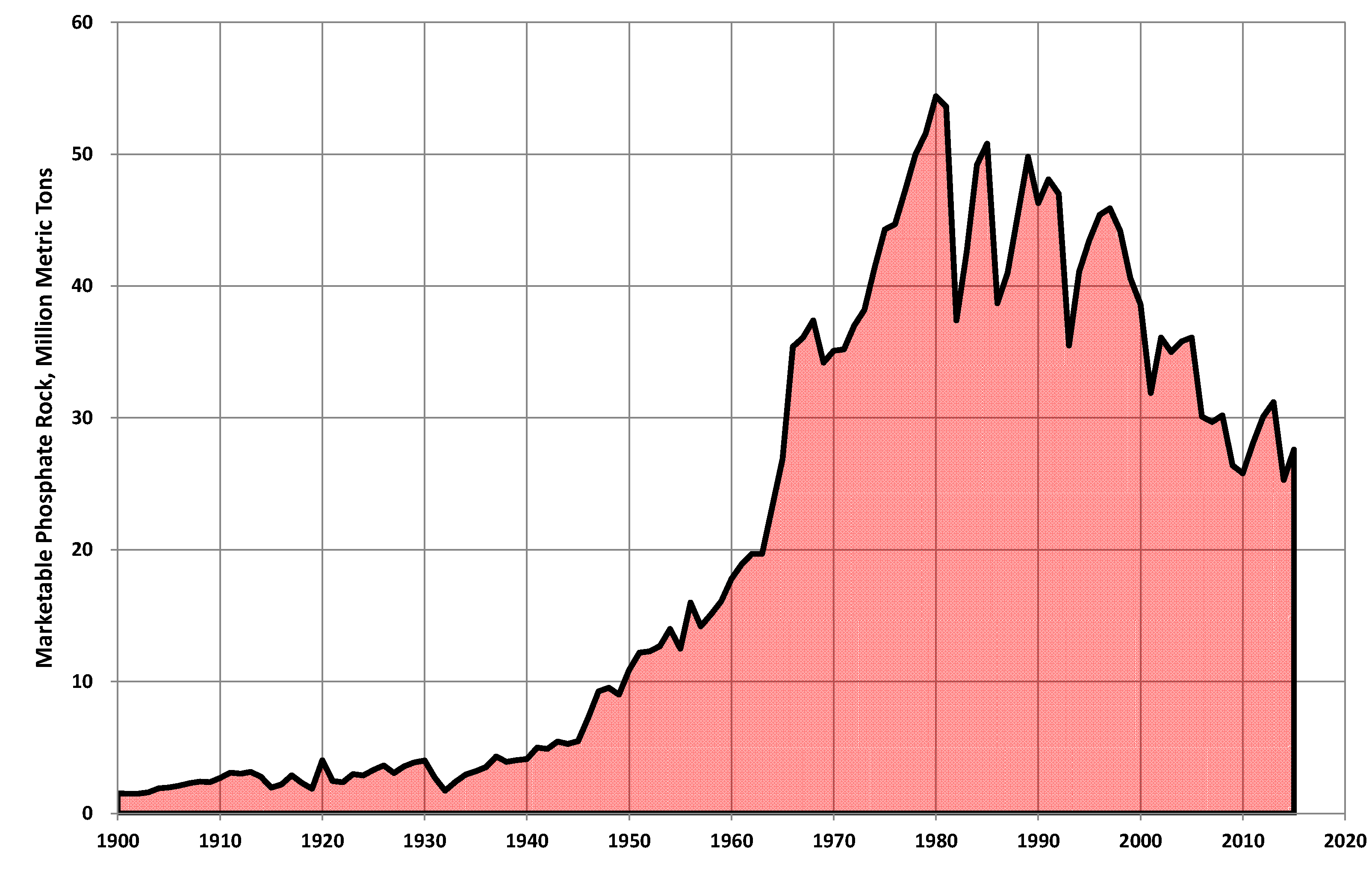
Fosforite estratta negli Stati Uniti nel periodo 1900–2015, dati della US Geological Survey

Il concetto di picco del fosforo è collegato a quello di "confini planetari" (planetary boundaries, in inglese). Il fosforo, facendo parte dei processi biogeochimici, costituisce uno dei nove "processi del sistema-Terra" per i quali si conosce l'esistenza di confini planetari. Questi delineano la "zona sicura" della Terra fintanto che tali confini non vengono oltrepassati.

## Stime sulle riserve di fosfato mondiali

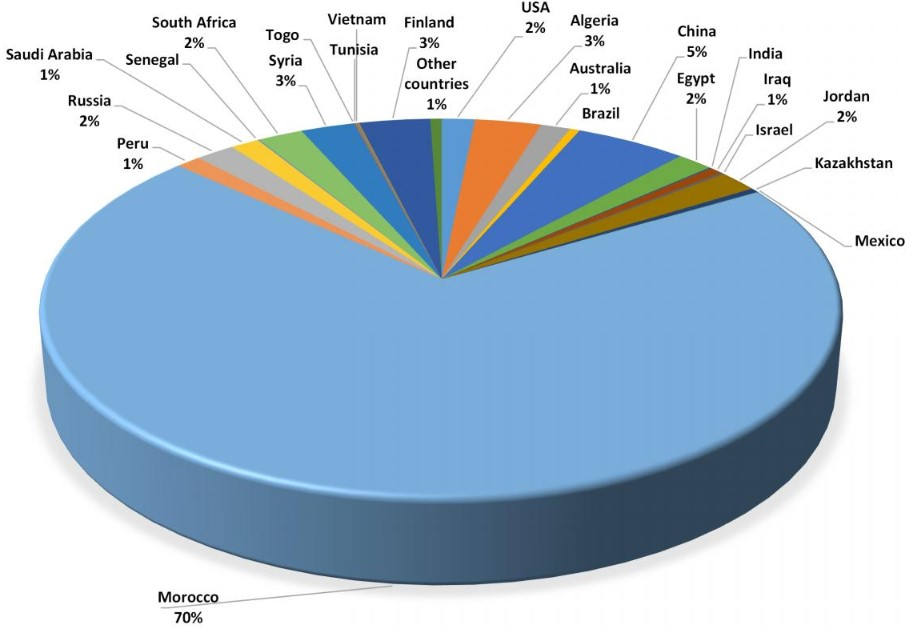
Distribuzione globale delle riserve commerciali di fosforite nel 2016

L'accurata determinazione del picco di fosforo si basa sulla conoscenza delle riserve e risorse di fosfato totali nel mondo, specialmente nella forma di fosforite (un termine con cui si identificano oltre 300 rocce sedimentarie di diversa origine, composizione e contenuto di fosfato). Con "riserve" si intendono le quantità di materiali che si ritengono economicamente sfruttabili agli attuali prezzi di mercato, mentre le "risorse" indicano la stima del quantitativo totale di questo materiale, comprendendo l'insieme di tutte le riserve conosciute e non conosciute, incluse quelle ritenute attualmente non economicamente sfruttabili.
La fosforite non lavorata ha una frazione massica di fosforo del 1,7–8,7% (4–20% di anidride fosforica). Per fare un confronto, le rocce ordinarie contengono lo 0,1% di fosforo in massa, mentre la vegetazione intorno allo 0,03–0,2%. Nonostante nella crosta terrestre siano presenti intorno a 1015 tonnellate di fosforo, queste attualmente non sono economicamente estraibili con le attuali tecnologie in possesso dell'uomo.
Nel 2017, la United States Geological Survey (USGS) ha stimato le riserve di fosforite economicamente estraibile nel mondo in 68 miliardi di tonnellate, mentre la produzione per estrazione mineraria nel 2016 è stata di 0,261 miliardi di tonnellate. Assumendo una produzione costante nel tempo, le riserve di fosforite durerebbero quindi per altri 260 anni. Tale risultato confermerebbe in qualche modo il report del 2010 dell'International Fertilizer Development Center (IFDC), secondo il quale le riserve globali non si sarebbero esaurite prima di varie centinaia di anni. Le cifre effettive riguardo alle riserve di fosforo sono ancora oggi oggetto di forte dibattito. Gilbert suggerisce che non c'è stata una sufficiente verifica esterna delle stime proposte. Una revisione del 2014 ha concluso che il report dell'IFDC «presenta un'immagine gonfiata delle riserve globali, in particolar modo quelle del Marocco, dove delle risorse per lo più ipotetiche e supposte sono state rinominate "riserve"».
I paesi con le più grandi riserve commerciali di fosforite (in miliardi di tonnellate) sono: Marocco (50), Cina (3,1), Siria (1,8), Finlandia (1,6), Sudafrica (1,5), Russia (1,3), Giordania (1,2), Egitto (1,2), Australia (1,1), Stati Uniti d'America (1,1).
L'eventuale scarsità di fosforite (o un significativo aumento dei prezzi) avrebbe un impatto considerevole sulla sicurezza alimentare globale. Molti sistemi agricoli dipendono dal continuo rifornimento di fertilizzanti inorganici, i quali sfruttano la fosforite. A meno che tali sistemi non si modifichino, la carenza di fosforite potrebbe portare alla mancanza di fertilizzanti inorganici, che di conseguenza causerebbe un calo della produzione alimentare globale.
Gli economisti hanno fatto notare che le fluttuazioni sul prezzo della fosforite non indicherebbero necessariamente un picco del fosforo, dal momento che queste ultime si sono già verificate a causa di variazioni della domanda e di altri fattori secondari.

### Esaurimento delle riserve di guano
Nel 1609, Garcilaso de la Vega scrisse il libro Comentarios Reales, dove descrisse molte pratiche agricole degli Inca prima dell'arrivo degli spagnoli e introdusse l'utilizzo del guano come fertilizzante. Come descritto da Garcilaso, gli Inca vicino alle coste raccoglievano il guano. Agli inizi del XIX secolo, Alexander von Humboldt introdusse in Europa l'utilizzo del guano come fertilizzante agricolo dopo averne scoperto l'uso sulle isole al largo della costa sudamericana. Al momento della sua scoperta, gli ammassi di guano su alcune isole raggiungevano anche i 30 metri d'altezza. Il guano era stato precedentemente utilizzato dalla civiltà moche come fertilizzante estraendolo e poi trasportandolo in Perù in barca. Il commercio internazionale di guano tuttavia non iniziò prima del 1840. All'inizio del XX secolo le riserve di guano erano state esaurite quasi completamente, e il suo utilizzo venne progressivamente abbandonato con la scoperta di metodi alternativi di produzione di fertilizzanti tramite il fosfato monocalcico.